# 우타가와 히로시게
우타가와 히로시게(일본어: 歌川広重, 1797년 ~ 1858년 음력 9월 6일)는 에도 시대 말기의 우키요에 화가이다. 본명은 안도 시게우에몬(安藤重右衛門)으로, 안도 히로시게(일본어: 安藤広重)라는 이름으로도 불리었다.